# Łódzka Chorągiew Harcerek ZHR
Łódzka Chorągiew Harcerek ZHR – jednostka terytorialna Organizacji Harcerek ZHR. Zrzesza hufce działające na terenie Łodzi i województwa łódzkiego.
Do chorągwi należą drużyny i gromady z Łodzi, Piotrkowa Trybunalskiego, Rogowa, Głowna, Działoszyna, Wiśniowej Góry, Sędziejowic i Złoczewa.

## Historia
Powołana w dniu 16 grudnia 1991 rozkazem Naczelniczki Harcerek hm. Ewy Brachy. Tworzące ją jednostki działały dotąd w powstałym 1 listopada 1989 Łódzkim Hufcu Harcerek i Harcerzy, (pierwszy hufcowy pwd. Dariusz Nowiński), który już 5 października 1990 podzielono na dwa oddzielne, niekoedukacyjne hufce. W wyniku tego działania powstał Łódzki Hufiec Harcerek „Róża” (pierwsza hufcowa hm. Małgorzata Ruprecht). Następnie na bazie „Róży” w 1991 r. powstaje chorągiew. Po raz pierwszy złoty sznur komendantki zakłada hm. Grażyna Karasińska-Kraszkiewicz. Po zjednoczeniu ZHR ze Związkiem Harcerstwa Polskiego rok założenia 1918 (3 października 1992) chorągiew powiększyła się o Łódzki Hufiec Harcerek „Gościniec”, którego ówczesną hufcową była phm. Alicja Komorowska. W 1994 r. chorągiew powiększa się o ŁHH-ek „Czuwanie”. 11 listopada 2018 roku powstał 4 hufiec w Chorągwi – Łódzki Hufiec Harcerek „Mozaika”, którego pierwszą hufcową została phm. Anna Łukaszczyk HR.

## Komendantki Łódzkiej Chorągwi Harcerek ZHR
- hm. Grażyna Karasińska-Kraszkiewicz (16 grudnia 1991 – 3 maja 1993)
- hm. Alicja Komorowska-Drewenska (3 maja 1993 – 1 października 1995)
- hm. Iwona Komorowska (1 października 1995 – 16 grudnia 1999)
- hm. Anna Ziober (16 grudnia 1999 – 5 października 2003)
- hm. Paulina Podogrocka (5 października 2003 – 15 września 2005)
- hm. Elżbieta Czuma (15 września 2005 – 13 marca 2010)
- hm. Justyna Kralisz (13 marca 2010 – 8 marca 2014)
- hm. Magdalena Grochala (8 marca 2014 – 2016)
- phm. Natalia Kordasz HR (2016 – kwiecień 2018)
- hm. Joanna Michalak HR (kwiecień 2018 – grudzień 2020)
- hm. Alicja Gawrońska (grudnia 2020-wrzesień 2022)
- hm. Joanna Michalak HR (styczeń 2023-maj 2023)
- hm. Magdalena Mendyk (maj 2024 - obecnie)

## Podległehufcei Związki Drużyn
- Łódzki Hufiec Harcerek „Gościniec” – hufcowa: pwd. Joanna Gutowska HR (rozwiązany w grudniu 2023)
- Łódzki Hufiec Harcerek „Róża” im. Sióstr Wocalewskich – hufcowa: phm. Wiktoria Biegańska HR
- Łódzki Hufiec Harcerek „Czuwanie” im. hm. RP Jadwigi Falkowskiej – hufcowa: phm. Magdalena Balcerska HR
- Łódzki Hufiec Harcerek „Mozaika” – hufcowa: phm. Marta Jakubik HR